# Andalucia Masters
De Andalucia Masters (voorheen de Volvo Masters) was het laatste toernooi van het seizoen van de Europese PGA Tour van 1988-2011.

## Valderrama
Het toernooi wordt voor de eerste keer in 1998 gespeeld onder de naam Valderrama Open op baan van Valderrama Golf Club. Het deelnemersveld bestaat uit de top 60 van de Order of Merit van het lopende jaar plus de winnaar van het voorafgaande jaar.
In 2008 wordt het toernooi voor de 21ste en laatste keer als afsluiter voor het seizoen gespeeld. De nieuwe afsluiter wordt de Dubai World Championship.

## Winnaars
| Jaar                    | Baan                    | Winnaar                           | Score         | Score         | Opmerking                                                                  |
| Volvo Masters           | Volvo Masters           | Volvo Masters                     | Volvo Masters | Volvo Masters | Volvo Masters                                                              |
| ----------------------- | ----------------------- | --------------------------------- | ------------- | ------------- | -------------------------------------------------------------------------- |
| 1988                    | Valderrama Golf Club    | Nick Faldo                        | 280           | -4            |                                                                            |
| 1989                    | Valderrama Golf Club    | Ronan Rafferty                    | 278           | -6            |                                                                            |
| 1990                    | Valderrama Golf Club    | Mike Harwood                      | 286           | +2            |                                                                            |
| 1991                    | Valderrama Golf Club    | Rodger Davis                      | 280           | -4            |                                                                            |
| 1992                    | Valderrama Golf Club    | Sandy Lyle                        | 287           | +3            | Play-off gewonnen van Colin Montgomerie                                    |
| 1993                    | Valderrama Golf Club    | Colin Montgomerie                 | 274           | -10           |                                                                            |
| 1994                    | Valderrama Golf Club    | Bernhard Langer                   | 276           | -8            |                                                                            |
| 1995                    | Valderrama Golf Club    | Alex Cejka                        | 282           | -2            |                                                                            |
| 1996                    | Valderrama Golf Club    | Mark McNulty                      | 276           | -8            | Mark McNulty is in 2003 Ier geworden                                       |
| 1997                    | Montecastillo Golf Club | Lee Westwood                      | 272           | -16           | Toernooi van 54 holes wegens slecht weer                                   |
| 1998                    | Montecastillo Golf Club | Darren Clarke                     | 271           | -17           |                                                                            |
| 1999                    | Montecastillo Golf Club | Miguel Ángel Jiménez              | 269           | -19           |                                                                            |
| 2000                    | Montecastillo Golf Club | Pierre Fulke                      | 272           | -16           |                                                                            |
| Volvo Masters Andalucia |                         |                                   |               |               |                                                                            |
| 2001                    | Montecastillo Golf Club | Pádraig Harrington                | 204           | -12           | Toernooi van 54 holes wegens slecht weer                                   |
| 2002                    | Valderrama Golf Club    | Bernhard Langer Colin Montgomerie | 281           | -3            | Play-off gestopt omdat het donker werd in onderling overleg samen gewonnen |
| 2003                    | Valderrama Golf Club    | Fredrik Jacobson                  | 272           | -12           | Play-off gewonnen van Carlos Rodiles                                       |
| 2004                    | Valderrama Golf Club    | Ian Poulter                       | 277           | -7            | Play-off gewonnen van Sergio García                                        |
| Volvo Masters           |                         |                                   |               |               |                                                                            |
| 2005                    | Valderrama Golf Club    | Paul McGinley                     | 274           | -10           |                                                                            |
| 2006                    | Valderrama Golf Club    | Jeev Milkha Singh                 | 282           | -2            | Foto                                                                       |
| 2007                    | Valderrama Golf Club    | Justin Rose                       | 283           | -1            | Play-off gewonnen van Simon Dyson en Søren Kjeldsen                        |
| 2008                    | Valderrama Golf Club    | Søren Kjeldsen                    | 276           | -8            |                                                                            |
| 2009                    | geen toernooi           | geen toernooi                     | geen toernooi | geen toernooi | geen toernooi                                                              |
| Andalucia Masters       |                         |                                   |               |               |                                                                            |
| 2010                    | Valderrama Golf Club    | Graeme McDowell                   | 281           | -3            |                                                                            |
| 2011                    | Valderrama Golf Club    | Sergio García                     | 278           | -6            |                                                                            |
| 2012                    | Valderrama Golf Club    | geannuleerd                       |               |               | gebrek aan sponsor                                                         |

Abama Open de Canarias ·
AGF Open ·
Allianz Open de Lyon ·
Andalucia Masters ·
ANZ Kampioenschap ·
Argentijns Open ·
Atlantic Open ·
Australian Masters ·
Ballantine's Kampioenschap ·
Barcelona Open ·
Belgisch Open ·
Benson & Hedges International Open ·
BMW Asian Open ·
Brazil Rio de Janeiro 500 Years Open ·
Brazil São Paulo 500 Years Open ·
British Masters ·
Callers of Newcastle ·
Cannes Open ·
Car Care Plan International ·
Castelló Masters ·
Celtic International ·
Dimension Data Pro-Am ·
Double Diamond International ·
Duits Open ·
El Bosque Open ·
El Paraiso Open ·
Engels Open ·
Epson Grand Prix of Europe ·
Estoril Open ·
Extremadura Open ·
German Masters ·
Girona Open ·
Glasgow Open ·
Great North Open ·
Greater Manchester Open ·
Greg Norman Holden International ·
GSI L'Equipe Open ·
Heineken Classic ·
Honda Open ·
Indian Masters ·
Indonesian Open ·
Iskandar Johor Open ·
Jersey Open ·
John Player Classic ·
John Player Trophy ·
Johnnie Walker Classic ·
Kerrygold International Classic ·
Kronenbourg Open ·
Lawrence Batley International ·
Madrid Masters ·
Madrid Open ·
Mallorca Open ·
Marokkaans Open ·
Martini International ·
Match Play Championship ·
Merseyside International Open ·
Monte Carlo Open ·
Murphy's Cup ·
Nelson Mandela Championship ·
New Zealand Open ·
Newcastle Brown "900" Open ·
NH Collection Open ·
Nordic Open ·
North West of Ireland Open ·
Oki Pro-Am ·
Open Catalonia ·
Open de Andalucía ·
Open de Baleares ·
Open de Sevilla ·
Open Mediterrania ·
Open Novotel Perrier ·
Penfold Tournament ·
Perth International Golf Championship ·
Piccadilly Medal ·
PLM Open ·
Portugees Open ·
Roma Masters ·
Saint-Omer Open ·
Sanyo Open ·
Sarazen World Open ·
Scandinavian Enterprise Open ·
Schots PGA Kampioenschap ·
Siciliaans Open ·
Singapore Masters ·
Skol Lager Individual ·
TCL Classic ·
Tenerife Open ·
The Championship at Laguna National ·
The Heritage ·
Timex Open ·
TPC of Europe ·
Trophée Lancôme ·
Tunesisch Open ·
Turespaña Masters ·
Uniroyal International Championship ·
Vodacom Players Championship ·
Volvo Golf Champions ·
Volvo Open ·
W.D. & H.O. Wills Tournament ·
Wang Four Stars ·
Welsh Golf Classic